# 2U (empresa)
2U, Inc. é uma empresa americana de tecnologia educacional que contrata com faculdades e universidades sem fins lucrativos para construir, entregar e apoiar programas de graduação e pós-graduação online. Também é a empresa controladora do edX.

## História
A 2U foi fundada em 2008 por John Katzman (que fundou The Princeton Review e mais tarde, Noodle), originalmente nomeando-a 2tor (pronunciado "Tutor") em homenagem ao seu cachorro Tor. Katzman recrutou colegas, incluindo Chip Paucek (ex-CEO da Hooked on Phonics), e o empreendedor em tecnologia Jeremy Johnson para serem cofundadores. Katzman foi o CEO até 2012, quando se tornou presidente e nomeou Paucek como CEO. Ele fundou a 2U porque percebeu que poucas universidades altamente classificadas ofereciam instrução online.
Antes de iniciar a empresa, Katzman se comprometeu a doar US$ 1,5 milhão para uma cadeira endossada na Universidade do Sul da Califórnia (USC).
Katzman financiou a 2U em 2009 através do lançamento de seu primeiro grau de ensino online com a Universidade do Sul da Califórnia. Em 2010, a 2U fez parceria novamente com a USC para oferecer um diploma online em trabalho social. Essa parceria resultou em uma ação coletiva em 2022.
Em 2011, a Escola de Enfermagem e Saúde da Universidade de Georgetown fez parceria com a 2U para oferecer um programa de graduação. A Escola de Negócios Kenan-Flagler da Universidade da Carolina do Norte começou a oferecer um MBA online através da 2U no mesmo ano. Em março de 2011, a empresa levantou US$ 32,5 milhões em uma Série C, totalizando US$ 65 milhões em financiamento.
Em fevereiro de 2014, a 2U anunciou que Sallie Krawcheck, ex-executiva do Bank of America Corp. e Citigroup Inc., e Earl Lewis, presidente da Andrew W. Mellon Foundation, foram indicados para ingressar no conselho da 2U. Em 28 de março, a 2U abriu capital e arrecadou US$ 119 milhões oferecendo 9,2 milhões de ações a US$ 13 por ação. Até julho, outras escolas como a Universidade de Syracuse, a Universidade Northwestern e a Universidade da Califórnia, Berkeley assinaram com a 2U para criar programas de pós-graduação online.
Em março de 2015, a Universidade de Yale e a 2U anunciaram que estavam se associando para oferecer um mestrado em ciências médicas online em tempo integral. Em 2015, cerca de 12.300 estudantes estavam matriculados nos programas parceiros da 2U.

### Crescimento por aquisição (2017-2021)
A partir de 2017, a 2U diversificou sua estratégia e adquiriu empresas educacionais GetSmarter, e posteriormente Trilogy Education, empresas que oferecem programas de treinamento não creditados de curta duração. Também em 2017, Paucek obteve um MBA online pela University of North Carolina em Chapel Hill, através da parceria da escola com a 2U. No final de 2017, a ex-funcionária da administração Obama Valerie Jarrett ingressou no conselho da 2U.
Em 2018, a 2U lançou o Programa de Análise de Negócios de Harvard (HBAP) em conjunto com a Universidade de Harvard. Os alunos deste programa tinham uma média de 17,5 anos de experiência de trabalho, tinham uma média de 42 anos e pagavam US$ 50.000 de mensalidade. A empresa também mudou para uma nova sede.
No início de 2019, a 2U anunciou que havia entrado em parceria com a EGADE Business School no Tecnológico de Monterrey, no México, para oferecer um programa de MBA online. A 2U também fez parceria com o Tecnológico de Monterrey e a Washington University School of Law para oferecer um programa de mestrado em leis online. Em 6 de agosto, a 2U anunciou seu primeiro programa de graduação, oferecendo um diploma em ciência de dados e análise de negócios, além de outros seis diplomas, da Universidade de Londres (UoL), com sua instituição membro London School of Economics (LSE). UoL, LSE e 2U planejavam manter o custo do curso de três anos em US$ 26.000, muito abaixo da maioria dos outros programas da 2U. Em setembro, a 2U criou um "Framework for Transparency", com o compromisso de publicar dados transparentes sobre tópicos como supervisão e responsabilidade universitária, acesso, qualidade e resultados.
Em 2020, os senadores Elizabeth Warren e Sherrod Brown pediram que a 2U e outras quatro empresas de gestão de programas online divulgassem os termos de seus contratos com faculdades e universidades para determinar se estavam violando leis destinadas a proteger os consumidores de práticas de matrícula predatórias. Em junho, a 2U anunciou que ofereceria US$ 3 milhões em bolsas em incrementos de US$ 2.500 para grupos demográficos sub-representados, e os beneficiários teriam que demonstrar tanto necessidade quanto mérito. As bolsas poderiam ser aplicadas a cerca de 100 programas diferentes com um forte ênfase em treinamento técnico. Mais tarde naquele ano, a 2U anunciou uma parceria com a Netflix e a Norfolk State University, para oferecer bootcamps técnicos online gratuitos para alunos atuais e ex-alunos. Em novembro, a 2U publicou seu primeiro relatório de transparência, que mostrou que havia investido US$ 1,3 bilhão nos programas de graduação de seus parceiros sem fins lucrativos, e 72% dos alunos se formaram nesses programas.
A 2U se beneficiou fortemente da mudança para o aprendizado online provocada pela resposta ao COVID-19, com um grande crescimento na receita bruta em 2020. A empresa também reduziu sua dívida. A 2U estava atendendo a mais de 275.000 alunos até o final de 2020. A 2U disse que a pandemia também aumentou o interesse em seu modelo de preços baseado em compartilhamento de receita por parte de novos e antigos clientes. Também em 2020, a London School of Economics concordou em expandir seus negócios com a 2U para incluir dois diplomas de graduação adicionais em matemática e finanças. Em setembro, a 2U e a escola de engenharia da Universidade de Columbia anunciaram uma expansão de seu trabalho conjunto, onde a 2U ajudaria a lançar o Programa de Inteligência Artificial da Columbia, um programa online voltado para executivos em atividade.
Antes do início do ano acadêmico 2020–2021, a Simmons University, sediada em Boston, Massachusetts, anunciou que ofereceria centenas de cursos online para lidar com a crise do COVID-19. O acordo expandido com a Simmons também previa a criação de programas adicionais de graduação destinados a estudantes não tradicionais, com mensalidades mais baixas do que os programas presenciais. A Simmons recebia serviços da 2U com base em uma divisão de receita.
Em junho de 2021, a 2U anunciou um acordo estratégico com a empresa de benefícios de assistência educacional Guild Education. No mesmo ano, a 2U adquiriu o provedor de cursos online massivos abertos edX por US$ 800 milhões em dinheiro. Também em junho, Netflix e 2U anunciaram uma expansão de seus boot camps para Talladega College, St. Edward's University, Marymount University e Edward Waters College. Em outubro de 2021, Valerie Jarrett renunciou ao conselho da 2U. Em novembro, uma reportagem do Wall Street Journal descobriu que a 2U frequentemente usava meios agressivos para recrutar estudantes para o mestrado em trabalho social da University of Southern California e que "os graduados em trabalho social da USC que obtiveram empréstimos federais pegaram emprestado uma mediana de US$ 112.000. Metade deles estava ganhando US$ 52.000 ou menos anualmente dois anos depois."

### Redução de tamanho e reorganização (2022-presente)
Em 2022, a empresa foi criticada por seus contratos de gerenciamento de programas online nos quais licencia seus cursos, por meio de um acordo de divisão de receitas, para faculdades participantes, e por suas práticas de recrutamento de estudantes.
Em 16 de maio de 2022, a Bloomberg relatou que a empresa de tecnologia educacional indiana Byju's estava em negociações para adquirir a 2U, juntamente com a empresa de tecnologia educacional dos EUA Chegg. Em junho de 2022, foi relatado que a Byju's havia feito uma oferta de mais de US$1 bilhão para adquirir a 2U. Em 28 de julho de 2022, Paucek anunciou que a empresa demitiria 20% de sua força de trabalho "em todas as áreas". Em dezembro de 2022, uma ação coletiva foi movida contra a 2U e a Universidade do Sul da Califórnia "por enganar os alunos usando rankings enganosos da U.S. News & World Report para promover os cursos".
Em 2023, a 2U processou o Departamento de Educação dos EUA por estabelecer novas regras para fornecer mais supervisão aos prestadores de serviços terceirizados. Em 28 de setembro de 2023, Chip Paucek anunciou mudanças organizacionais na empresa que exigiriam mais demissões. Em novembro, a 2U anunciou que a Universidade do Sul da Califórnia estaria encerrando os laços com a empresa. As ações da 2U caíram 57 por cento naquele dia.
Em 17 de novembro de 2023, Paul Lalljie, CFO da 2U, substituiu Chip Paucek como CEO. O Diretor Jurídico Chefe, Matt Norden, tornou-se CFO.
Em 3 de janeiro de 2024, como parte da contínua reestruturação, o Diretor de Receitas Harsha Mokkarala renunciou. Andrew Hermalyn foi nomeado Presidente do Segmento de Programas de Grau e Aaron McCullough foi nomeado Presidente do Segmento de Credenciais Alternativas.

## Finanças
A 2U teve um prejuízo líquido de US$47 milhões no terceiro trimestre de 2023. O maior acionista externo da 2U é a ARK Invest. As ações da 2U valem menos de US$100 milhões e a empresa tem mais de um bilhão em dívidas. A 2U nunca obteve lucro anual.

## Modelo de negócios
A 2U tem operado como um gerenciador de programas online. A 2U possui cerca de 70 clientes, principalmente universidades de renome, incluindo Universidade Harvard, Universidade Yale, MIT, Universidade da Pensilvânia, Universidade Columbia, Georgia Tech, Universidade da Califórnia, Berkeley, Universidade Rice, Universidade da Carolina do Norte e Universidade do Texas.
A 2U assina contratos de longo prazo, geralmente com duração de 10 anos, com suas instituições clientes. Os alunos pagam mensalidades padrão. A 2U é remunerada por meio de compartilhamento de receitas.

## Subsidiárias

### GetSmarter
No início de 2017, como sua primeira aquisição, a 2U adquiriu a GetSmarter por US$103 milhões e um earn-out de US$20 milhões. A GetSmarter foi fundada em 2008 na África do Sul por Sam e Robert Paddock. Ela oferece cursos online de curta duração em parceria com grandes universidades. Em 2016, a GetSmarter teve US$17 milhões em receita e cerca de 400 funcionários. No momento de sua aquisição, a GetSmarter continuou a operar como uma empresa independente.

### Trilogy Education Services
A Trilogy Education Services é uma subsidiária da 2U sediada na cidade de Nova York que oferece programas de treinamento profissional não creditados, popularmente conhecidos como coding bootcamp, por meio de universidades afiliadas. Os cursos presenciais são realizados no campus da universidade afiliada. A receita da mensalidade é compartilhada com a universidade afiliada. Os graduados recebem um certificado profissional da escola parceira e aconselhamento de carreira. As escolas parceiras não consideram os graduados do programa como ex-alunos universitários.
A Trilogy Education Services foi fundada em 2015. Em junho de 2017, a empresa recebeu US$30 milhões em uma rodada de financiamento da Série A, seguida por US$50 milhões em uma rodada de financiamento da Série B em maio de 2018. Foi comprada pela 2U em abril de 2019 por US$750 milhões em dinheiro e ações.

### edX
Em 2021, a 2U anunciou que compraria a edX, uma provedora de MOOC criada pelo MIT e Harvard em 2012. MOOCs como a edX geralmente têm baixas taxas de conclusão. Na revista Science, Justin Reich e José Ruipérez-Valiente afirmam que "MOOCs 'não transformarão o ensino superior e provavelmente não desaparecerão completamente também." Em vez disso, eles preveem que o campo se consolidará 'em torno de um modelo de negócios diferente e muito mais antigo: ajudando universidades a terceirizar seus mestrados online para profissionais.'"

## Reconhecimento na mídia
Em maio de 2012, a Forbes nomeou a 2U como uma das dez "Start-Ups Changing the World".
Em 2014, a Inc. Magazine nomeou a 2U como uma das dez "Empresas de Tecnologia que Ajudam a Humanidade".
Em 2016, a 2U foi listada como uma "Empresa Mais Inovadora" pela Fast Company.